# Corcovado (canción)
"Corcovado" (conocida en inglés como "Quiet Nights of Quiet Stars") es una canción estándar de jazz y bossa nova escrita por Antônio Carlos Jobim en 1960. Posteriormente, Gene Lees escribió una letra en inglés. El título portugués se refiere a la montaña Corcovado en Río de Janeiro. Tony Bennett grabó la primera versión popular en inglés de "Quiet Nights" con nueva letra de Buddy Kaye en 1963. Luego siguieron numerosas grabaciones de versiones en inglés, a veces acreditadas a Lees y/o a Kaye y Lees, incluida la grabación de Andy Williams de la canción con letras en inglés, que alcanzó el puesto 92 en el Billboard Hot 100 y el puesto 18 en la lista Hot Adult Contemporary Tracks en 1965. También sonó en las emisoras, al mismo tiempo que la grabación de Andy Williams de "Quiet Nights", la versión de Kitty Kallen. Su álbum, titulado "Quiet Nights", fue lanzado por 20th Century-Fox Records en 1964.

## Grabaciones destacadas
Se considera ya un estándar de jazz, que ha sido grabado por:
- João Gilberto – O Amor, o Sorriso e a Flor (1960)
- Cannonball Adderley y Sérgio Mendes – Cannonball's Bossa Nova (1962)
- Miles Davis – Quiet Nights (1962)
- Stan Getz, Antônio Carlos Jobim, João Gilberto y Astrud Gilberto – Getz/Gilberto (1963)
- Tony Bennett – I Wanna Be Around... (1963)
- Charlie Byrd – Brazilian Byrd (1964)
- Vince Guaraldi – The Latin Side of Vince Guaraldi (1964)
- Caterina Valente – Valente on TV (1964)
- Morgana King – en TV desde Hollywood Palace (1964)
- Oscar Peterson – We Get Requests (1964)
- Sérgio Mendes – Sergio Mendes & Bossa Rio (1964)
- Blossom Dearie – May I Come In (1964)
- Nancy Wilson – How Glad I Am (1964)
- Sarah Vaughan – Viva! Vaughan (Remasterizado) (1965)[3]
- Doris Day – Latin for Lovers (1965)
- Henry Mancini – The Latin Sound of Henry Mancini (1965)
- Grant Green – I Want to Hold Your Hand (1965)
- Cliff Richard – Kinda Latin (1965)
- Monica Zetterlund — Ett lingonris som satts i cocktailglas (1965)
- Earl Grant – Bali Ha'i (1966)
- Shirley Scott – On a Clear Day (1966)
- Tommy Leonetti – Trombones, Guitars and Me (1966)
- Frank Sinatra and Antônio Carlos Jobim – Francis Albert Sinatra & Antonio Carlos Jobim (1967)
- Engelbert Humperdinck – Release Me (1967)
- Nara Leão – Dez Anos Depois (1971)
- Mary Wilson – The Supremes Live! In Japan (1973)
- Elis Regina y Antonio Carlos Jobim – Elis & Tom (1974)
- Rita Reys y Metropole Orchestra – Rita Reys Sings Antonio Carlos Jobim (1981)
- Ella Fitzgerald – Ella Abraça Jobim (1981)
- Astrud Gilberto – Jazz Masters 9 (1993)
- Laura Fygi – The Lady Wants to Know (1994)
- Everything but the Girl – Red Hot + Rio (1996)
- Karrin Allyson – Daydream (1997)
- Django Bates – Quiet Nights (1998)
- Chris Connor – I Walk with Music (2002)
- Jacintha – The Girl from Bossa Nova (2004)
- Holly Shelton – <i id="mwow">Memphis Jazz Box</i> (2004)
- Adalberto Bravo – Smooth Passions (2004)
- Joey DeFrancesco con Jimmy Smith – Legacy (2005)
- Stacey Kent y Jim Tomlinson – The Lyric  (2005)
- Olivia Ong – A Girl Meets Bossa Nova  (2005)
- Theresa Sokyrka – These Old Charms (2005)
- Karita Mattila – Fever (2007)
- Art Garfunkel – Some Enchanted Evening (2007)
- Queen Latifah – Trav'lin' Light (2007)
- Woven Hand – Ten Stones (2008)
- Diana Panton – ...If the Moon Turns Green (2008)
- Señor Coconut and His Orchestra – Around the World with Señor Coconut and His Orchestra (2008)
- Diana Krall – Quiet Nights (2009)
- Iuko Maeda – Encontro (2012)
- Karen Aoki – Tranquility (2012)
- Andrea Bocelli con Nelly Furtado – Passione (2013)
- Andrea Motis con Joan Chamorro Quintet and Scott Hamilton (2014)
- Matt Dusk y Margaret – Just the Two of Us (2015)
- Zule Guerra y Blues de Habana – Blues de Habana (2015)
- Caroll Vanwelden – Portraits of Brazil (2016)
- Sara Dowling – Bossa Nova (2016)
- Steve Turre – Colors for the Masters (2016)